# Автоматизированная добыча полезных ископаемых
Автоматизированная добыча полезных ископаемых (Automated mining) – общий термин, который обозначает изменение технологии добычи так, чтобы исключить использование труда людей в месте выемки полезных ископаемых. Сюда входит: (1) автоматизация добычи, включая автоматизацию технологического процесса и компьютерного программного обеспечения для него; и (2) использование робототизированного управления транспортными средствами и оборудованием. Сейчас добыча полезных ископаемых в развитых странах находится на промежуточном этапе перехода к автоматизированной добыче, а в странах третьего мира (где стоимость рабочей силы относительно невысока), такая потребность в увеличении эффективности остаётся низкой. В 2014г в двух местах добыча была полностью автоматизирована: в Пилбаре (Австралия) и в Бингам Каньон (США).

## Программное обеспечение для автоматизации добычи
Для улучшения управления добычей полезных ископаемых горнодобывающие компании могут использовать специальное программное обеспечение. Такие программы, как Pitram Mining Solutions и Extreme помогают администрации организовать процесс добычи и контролировать его в реальном масштабе времени. Сообщения, создаваемые этими программами, помогают выявить недостатки в организации работы и недостатки технологического процесса, снижающие производительность.

### Автоматизация горных машин
Для решения проблем, возникающих при выполнении работы в опасных условиях, и для увеличения производительности, некоторые горные компании начали использовать автоматизацию управления горными машинами. Используют аппаратное и программное обеспечение, позволяющее превратить транспортные средства и др. оборудование в робототизированные и автономные устройства.
Автоматизация может внедряться в трёх видах: дистанционное управление, телеуправление и полная автоматизация.

### Дистанционное управление
Дистанционное управление обычно используют для управления работой такого оборудования, как экскаваторы, бульдозеры, и проходческие горные комбайны.  Оператор стоит относительно недалеко от машины – так, что она находится в его поле зрения – и использует пульт дистанционного управления для выполнения обычной работы. Так как он гораздо хуже «чувствует машину», и объём поступающей визуальной (и иной) информации меньше, то при использовании дистанционного управления производительность обычно уменьшается. Дистанционное управление обычно используется при добыче в опасных местах – где есть риск оползней, взрывов, падения породы, при подземной добыче. Дистанционное управление – самый недорогой способ автоматизировать работу горных машин в опасных условиях, что делает это идеальным началом процесса автоматизации.

### Телеуправление
Телеуправление – использование горного оборудования, которое управляется оператором, находящемся на значительном расстоянии, с помощью видеокамер, по сигналам датчиков и, возможно, с помощью дополнительного программного обеспечения, определяющего местоположение. Телеуправление позволяет убрать человека из опасного места на значительное расстояние, и управлять оборудованием их безопасного места. При управлении транспортными средствами используются джойстики и другие средства подачи управляющих сигналов от человека, а специальное программное обеспечение позволяет оператору получать больше информации о состоянии машины и её положении. При использовании телеуправления может произойти снижение производительность – как и при дистанционном управлении; но оператор удалён от источника опасности на значительно большее расстояние.

### Полу-автоматизированная добыча
Под полу-автоматизированной добычей подразумевают частично автоматизированное управление машинами и оборудованием. Автоматизирована только часть функций, и продолжает требоваться управление человеком.

### Полная автоматизация
При полной автоматизации робототизированные системы полностью берут на себя управление зажиганием, переключением передач, рулевым управлением, торможением, высыпанием материала, положением отвала бульдозера и т.п. – без вмешательства оператора.  Полная автоматизация позволяет увеличить производительность горных машин, а использование программ для управления машинами позволяет оператору «руководить» их работой, контролировать эффективность и вмешиваться при возникновении проблем.

## Преимущества автоматизированной добычи полезных ископаемых
К возможным преимуществам автоматизации относят: повышение безопасности и санитарно-гигиенических условий труда; уменьшение расхода топлива; увеличение производительности; уменьшение простоев; уменьшение расходов на не-плановый ремонт и техобслуживание; уменьшение утомляемости водителей транспортных средств. Автоматизация может помочь решить проблему нехватки рабочих (например – водителей самосвалов). В условиях падения цен на сырьё многие добывающие компании ищут пути снизить расходы – но без ухудшения безопасности и условий труда. В этом случае автоматизация может помочь решить проблемы. Автоматизация добычи полезных ископаемых может значительно снизить риск развития хронических профессиональных заболеваний, включая неизлечимые и необратимые (пневмокониозы - силикоз, антракоз и др.; хроническая обструктивная болезнь лёгких; лёгочное сердце и т.п.).

## Недостатки
Критики автоматизации автотранспортных средств утверждают, что её использование приведёт к сокращению числа рабочих мест. Но им возражают, что хотя некоторые специальности могут стать ненужными (в первую очередь те, которые связаны с выполнением работы в опасных и антисанитарных условиях, или с выполнением тяжёлой и/или монотонной работы), автоматизация приводит к созданию новых рабочих мест. Сообщества (общественные организации), поддерживающие малообеспеченных рабочих, призывают горнодобывающие компании к социальной ответственности в условиях перехода к автоматизации, который приводит к сокращению рабочих мест в условиях снижения цен на сырьё и может повысить производительность. Крупные компании неохотно вкладывают деньги в непроверенные новые технологии, предпочитая использовать недорогую автоматизацию низкого уровня (дистанционное управление).

## Компании-производители горных машин и оборудования для автоматизированной добычи
Две компании предлагают горные машины с автоматизированным управлением (Caterpillar Inc и Komatsu Limited). Система CAT MineStar позволяет полностью автоматизировать бурение, транспортировку, выемку в очистных забоях, и другие виды работ. Система Komatsu's Autonomous Haul System (AHS) включает в себя установленные на карьерные самосвалы датчики, контроллеры, навигационное оборудование и др, что позволяет управлять ими. Обе системы интегрированы с (запатентованными) технологиями этих компаний, и проверены на некоторых из крупнейших рудников в мире.
Но некоторым горнодобывающим предприятиям могут требоваться такие решения, которые независимы от разработчика. Примером такого решения является системы: Nav/Mobius system (разработчик Autonomous Solutions Inc); Teleop Auto system (Hard-Line); и AutoMine (компания Sandvik). Эти системы позволяют автоматизировать машины и оборудование без необходимости заключать долгосрочное соглашение с эксклюзивными производителями. Система Hard-Line используется при подземной добыче полезных ископаемых для автоматизированного регулирования направления движения, скорости и других действий транспортных машин.

## Примеры автоматизации добычи полезных ископаемых

### Рудник будущего (Австралия)
Компания Rio Tinto Group создала проект «Рудник будущего» в 2008г. Из центра управления в Перте (Австралия) осуществляется управление добычей ископаемых в районе Пилбара. Использование автоматизированного оборудования увеличивает производительность и позволяет использовать машины более полноценно. В июне 2014г количество добытого сырья в этом руднике достигло 200 миллионов тонн.

### Бингам Каньон (США)
Карьер Бингам Каньон около Солт Лейк Сити (США) является одним из крупнейших в мире поставщиков медной руды. В апреле 2013г произошёл катастрофический оползень, заставивший прекратить многие виды работ. Для улучшения безопасности администрация компании (Kennecott Utah Copper/Rio Tinto) стала использовать автоматизированное управление экскаваторами, бульдозерами и другим оборудованием в местах с не стабильным грунтом. Использование робототизированных машин помогло компании проводить работы в местах с крутыми, и более опасными участками (с последующим безопасным доступом машин, управляемых людьми).

### Рудник Кади-Риджуэй (Австралия)
В Австралии, в штате Новый Южный Уэльс, проводится добыча медной руды на одном из крупнейших в мире рудников Cadia-Ridgeway - как открытым способом, так и подземным. При этом используется большое количество автоматизированного горного оборудования.

### Автоматизация в КНР
За период ~2006-2016г немецкая компания «EEP Elektro-Elektronik Pranjic» поставила и ввела в эксплуатацию более 60 комплектов современного автоматического управления для подземной добычи угля. Впервые технология полностью безлюдной выемки угля была использована концерном «China National Coal Group Corp. (CME)» на шахте «Tang Shan Gou» (комбайны, три лавы, глубина 200 м) и на шахте «Nan Liang» (струг, глубина 100 м). На обоих шахтах мощность пласта 1-1,7 м. Наблюдение за работой комбайнов ведётся с помощью камер (в реальном масштабе времени с передачей сигнала по оптоволоконному кабелю). Как правило, подземный персонал требуется только для контролирования процесса добычи и при выполнении ремонта. Автоматизация позволила улучшить безопасность и экономические показатели добычи.

### Работы в области автоматизации в РФ
В августе 2015г в шахте «Полысаевская» (ОАО СУЭК-Кузбасс) начала работу одна лава, управляемая оператором из соседнего штрека по сигналам датчиков на комбайне и крепи; и видеокамер. Использовалось немецкое оборудование (EICKHOFF и MARCO), крепь польского производства. Толщина пласта 1.6 м, ожидаемая нагрузка на забой - 300 тыс. т. угля в месяц. Предполагается, что повысится безопасность и качество угля.: